# Torta
Torta je slatka delikatesa koje je obično izrađena od tijesta. Često sadrži sastojke poput čokolade, meda i drugih začina. Vrh kolača obično je obogaćen s umakom, čokoladom, voćem i obično je na odgovarajući način uređena.
Koristi se uglavnom za proslave, rođendane, na svadbama i veselicama. Torta može imati nekoliko katova.

## Najpoznatije europske torte
- Blitz torta
- Doboš torta[1]
- Esterhazy torta[2]
- Kijevska torta
- Linzer torta
- Gâteau Mercédès
- Napoleon torta
- Gâteau Pithiviers
- Prinzregenten torta
- Gâteau Progrès
- Reform torta
- Sacher torta
- Tarta de Santiago
- Schwarzwald torta od višanja
- St. Honoré Cake
- Tortada[3]
- Vasina torta
- Buntajska torta